# Михаил Черкашенин
Михаил Черкашенин (? — вторая половина 1581, Псков) — атаман донских казаков при Иване Грозном.

## Биография
Судя по прозвищу, пришел на Дон из украинских земель («с Черкасс»).
Впервые упомянут в источниках в 1548 году, когда вместе с тульским служилым казаком Истомой Извольским поставил «залогу» (укрепление) на Переволоке. В 1556 году участвовал в совместном походе царских войск и казаков на Крымское ханство. В ходе этого наступления воевода Данила Чулков разгромил отряд крымцев около Азова. Воевода Ржевский предпринял поход в Приднепровье, где к нему присоединились казаки атамана Михайла Еськовича из Канева он дошел до Очакова и сжег предместье крепости. Михаил Черкашенин с донскими казаками по реке Кальмиус вышел в Азовское море и разорил татарские селения в окрестностях Керчи. В 1559 году разгромил крымцев в верховьях Северного Донца и прислал пленных в Москву. В 1570 году сопровождал царского посла Ивана Новосильцева от Рыльска до Азова.
В 1572 году Михаил Черкашенин участвовал в сражении при Молодях в составе Большого полка. Численность его отряда неизвестна летописцам (но историками указывается 5-6 тысяч человек). В отличие от других казачьих атаманов он не допускал командования казаками дворянскими воеводами. В битве при Молодях русская армия нанесла жестокое поражение крымскому войску, несмотря на то, что Россия была измотана неудачами Ливонской войны и чумой.
После битвы при Молодях крымцам удалось захватить сына Черкашенина Данилу, которого приговорили к смерти. В ответ Черкашенин захватил предместье Азова и пленил в нём 20 знатных людей, в том числе, шурина турецкого султана Сеина. Но обмен пленными не состоялся. Крымский хан казнил Данилу несмотря на просьбы Азовского паши. После этого война с крымцами обострилась. Казаки каждый год нападали на крепость Азов[уточнить].
В 1579 году Черкашенин участвовал в войне с Польшей и Ливонией. Иван Грозный, прибыв в Псков послал небольшие отряды, в том числе и Черкашенина, против превосходящих сил Батория, осаждавших Полоцк. Иван Грозный проявлял нерешительность, не оказывал помощи отдельным отрядам и не давал приказа на отступление. В результате царские воеводы были разбиты, а казаки избежали поражения, так как, не дожидаясь царских указаний, ушли на Дон. Воеводы постарались переложить на Черкашенина ответственность за поражение, но, видимо, эта история не имела для него последствий.
В 1581 году Черкашенин с донскими казаками участвовал в обороне Пскова от войск Батория. Про храбрость Черкашенина складывались легенды. Считалось, что он заговорен от пуль, и даже летописец записал, что он заговаривает вражеские ядра. О смерти атамана летописец написал «Да тут же убили Мишку Черкашенина, а угадал себе сам, что ему быти убиту, а Псков будет цел. И то он сказал воеводам».

## Память
По имени атамана пошло название хутора Малый Мишкин в Аксайском районе Ростовской области.